# 华裸柱草
华裸柱草（学名：Gymnostachyum sinense）是爵床科裸柱花属的植物，为中国的特有植物。分布在中国大陆的广西等地，目前尚未由人工引种栽培。